# Марципан

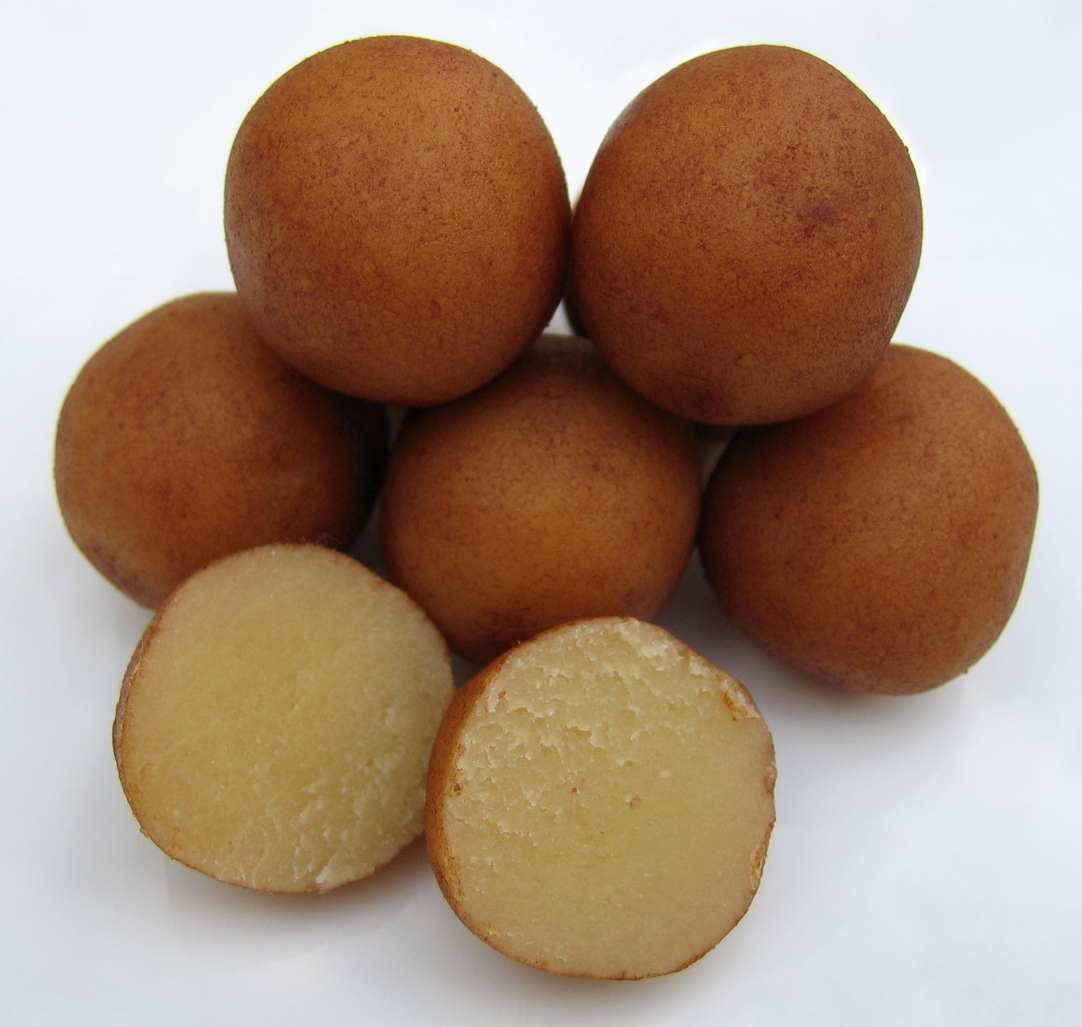
Шарики из марципана — Марципановая картошка

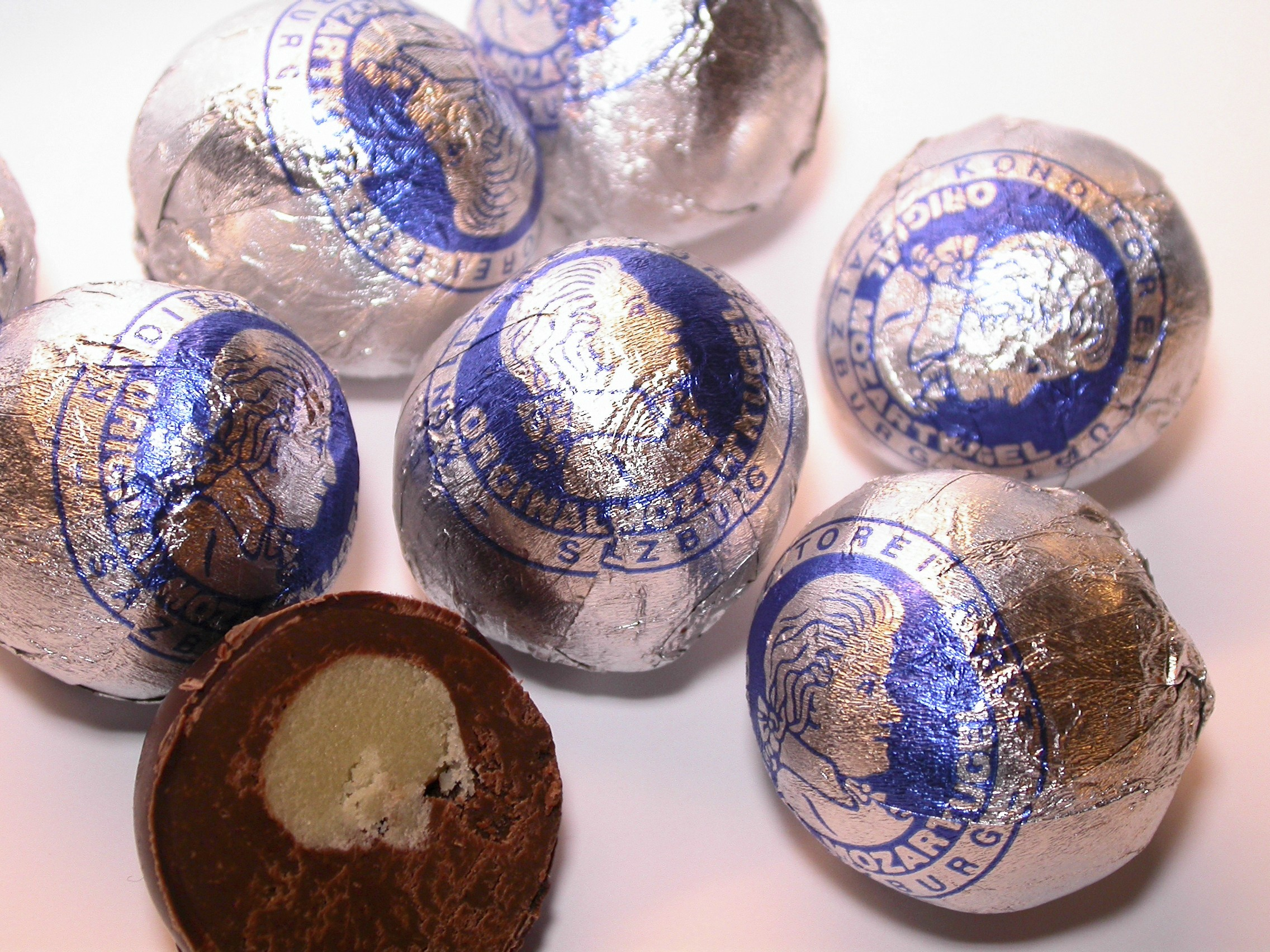
Конфеты с марципаном — Моцарткугели

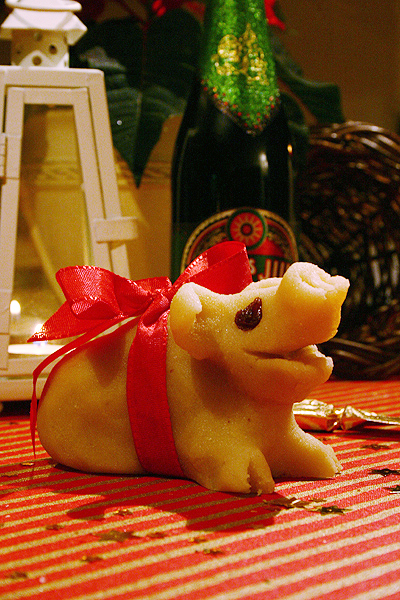
Марципановая свинка

Марципа́н (нем. Marzipan, итал. marzapane, исп. mazapán) — густая паста из тёртого миндаля с сахарной пудрой или сиропом.
Иногда марципаном называют сладкую пасту из других орехов, а также сами изделия с такой пастой.
Аналогичная паста с абрикосовыми или персиковыми косточками называется персипаном. Сладкая миндальная паста с добавлением сливочного масла или заварного крема называется франжипаном. Ещё одним видом ореховой пасты является пралине.

## История
Существует много легенд о его происхождении, включая предполагаемое персидское происхождение, но, скорее всего, марципан имеет арабское происхождение.
Первое упоминание о марципане было сделано в VI или VII веке на территории современного Ирана. Во времена крестовых походов марципан попал в Европу через арабских торговцев.
В Испании это традиционный рождественский десерт, хотя в Толедо, где первая письменная ссылка на этот продукт восходит к 1512 году, он потребляется в течение всего года. Согласно Дону Клементе Паленсия Флорес, бывшему архивариусу муниципалитета Толедо, марципан был изобретён в монастыре Сан-Клементе де Толедо[en] после битвы при Лас-Навас-де-Толоса в 1212 году.
Где именно был впервые приготовлен марципан, достоверно неизвестно. На звание родины продукта ещё претендуют другие европейские страны — Франция, Германия, Италия, Эстония, Венгрия. Ещё в XIX веке большим успехом в Европе пользовались любекский и кёнигсбергский марципан.
По одной легенде, причиной изобретения марципана послужил голод, когда единственным сырьём для хлеба оказался миндаль. Иногда рассказывают, что марципан был изобретён как лекарство от душевных расстройств, так как благотворно влияет на нервную систему.

## Марципан в кухне народов мира
В Германии, Голландии и Норвегии марципан традиционно готовят на Рождество.
Марципан употребляется также в виде:
- конфет, глазированных шоколадом или сахарной глазурью (моцарткугель);
- фигурок фруктов или других фигурок, без глазури, но с красителем, в частности производства любекской кондитерской Niederegger;
- в чистом виде («марципановый хлеб» или марципановое печенье, например, франкфуртские рождественские бетменхены);
- марципанового ликёра;
- украшения для торта (часто с пониженным содержанием горького миндаля);
- начинки для тортов и других кондитерских изделий.

## Рецепт марципана
Основные ингредиенты марципана:
- миндаль сладкий;
- миндаль горький[2];
- сахар.

Горький миндаль иногда заменяется эссенцией, миндальным ликёром, маслом горького миндаля или вообще исключается из рецепта. В последнем случае марципановая масса может использоваться для украшения, но она не имеет специфического «марципанового» вкуса.
Сахар может содержаться в виде пудры или сиропа или может быть заменён другим подсластителем.
Пропорции основных ингредиентов обычно составляют коммерческую тайну кондитерских предприятий.
Дополнительные ингредиенты:
- ароматизаторы (какао, ликёры, апельсиновая цедра, розовая вода, пряности и др.),
- красители (натуральные или искусственные),
- яйцо.

Основные методы приготовления:
- холодный на яйце,
- холодный без яиц,
- горячий.

### Холодный метод
Холодный метод изготовления марципана основан на измельчении ингредиентов и их смешивании. В этом случае берётся сахарная пудра.
Как правило, содержание масел в миндале таково, что масса имеет консистенцию пластилина и легко поддаётся лепке. Если масла в миндале недостаточно, значит, эти ядра миндаля низкокачественные. При отсутствии качественного миндаля или для изготовления суррогатов (ядра абрикосовых косточек — см. персипан) рецепты рекомендуют в массу добавлять яйцо. Необходимо учитывать, что добавление сырого яйца опасно из-за сальмонеллы и значительно сокращает срок хранения продукта.

### Горячий метод
Горячий метод изготовления марципана включает использование сахарного сиропа. В густой сироп добавляются заранее измельчённые остальные ингредиенты (ореховая смесь).
Для того чтобы марципан хорошо держал форму, его необходимо тщательно вымесить как тесто.

## Музеи марципана
- Музеи марципана в Венгрии: в Будапеште и городах: Сентендре, Эгер и Кестхей
- Музей марципана в Таллине, Эстония
- Музей марципана в Любеке, Германия
- Музей марципана в Израиле
- Музей марципана в Калининграде, Россия

## Крупнейшие производители
- «J.G.Niederegger», Любек, Германия — производитель марципана и нуги с 1806 года.
- «Zentis», Аaхен, Германия.
- «George Lemke & Co», Берлин, Германия.
- «Grondard», Санкт-Петербург, Россия — фабрика по производству марципана в России (Санкт-Петербург). Марка Grondard ведёт историю с 1853 года, когда в предместье Парижа Аркёй открылась кондитерская фабрика Chocolat Express Grondard. В России маркой владеет ООО «Ацтек», производство марципана запущено в 2002 году[3].
- «Pomatti», Калининград, Россия. Сувенирный марципан с богатой историей, производство в Калининграде.